# Hylophorbus atrifasciatus
Hylophorbus atrifasciatus es una especie de anfibio anuro de la familia Microhylidae.

## Distribución geográfica
Esta especie es endémica de Papua Nueva Guinea. 
Habita en las tierras bajas primarias y en la selva tropical montana baja entre los 360 y 850 m s. n. m.

## Publicación original
- Kraus, 2013 : A new species of Hylophorbus (Anura: Microhylidae) from Papua New Guinea. Current Herpetology, vol. 32, n.º 2, p. 102-111.[3]